# Sylvester Weaver
Sylvester Weaver (Louisville, 1897. július 25. – Louisville, 1960. április 4.) amerikai country blues gitáros, bendzsós.

## Pályakép
Sylvester Weaver 1952-es kentuckyi halotti anyakönyvi kivonata szerint a Mississippi állambeli Port Gibsonban született. A terület gazdasága  mezőgazdasági jellegű volt, és afroamerikai munkaerőre támaszkodott a jól jövedelmező gyapottermelés érdekében.
Miután Weaver a Kentucky állambeli Louisville-be költözött, Port Gibson szerepet  játszott a Mississippi-deltában őshonos blueshagyomány megőrzésében és terjesztésében. Ez a hagyomány, abban a formában, ahogy Walter Weaver megtapasztalta, valószínűleg megalapozta, ahogy Sylvester Weaver létrehozta egyedi előadásmódját.
Weaver a country blues úttörője volt.
Weaver a „Longing for Daddy Blues” és az „I've Got to Go and Leave My Daddy Behind” című dalokat Sara Martin bluesénekesnővel vette fel, valószínűleg 1923-ban, New Yorkban. Két héttel ezután szólistaként vette fel a „Guitar Blues” és a „Guitar Rag” című dalokat. Ezek az első lemezre rögzített country blues számok, és az első ismert slidegitár felvételek. A „Guitar Rag” blues klasszikussá vált. A Bob Wills és a Texas Playboys által az 1930-as években „Steel Guitar Rag” néven rögzített feldolgozása countryzenei sztenderd lett.
Egy 1938-as névjegyzék szerink Weaver a nagy gazdasági világválság idején a szüleivel élt. 1949-ben feleségével, Dorothyval egy jobb környékre költöztek, a Cherokee Park közelébe, ahol egy alagsori lakásban laktak szerény körülmények között.
Weaver 1927 novemberéig körülbelül 50 dalt rögzített, néha Sara Martin énekével. Néhány 1927-es felvételen Walter Beasley és Helen Humes énekel.
1989 óta a társaság évente adja át Sylvester Weaver-díját, hogy kitüntesse azokat, akik kiemelkedő szolgálatot tettek a blueszenének.

## Albumok
- Complete Recorded Works Vol. 1 (1923-1927), 1992, Document Records[5]
- Complete Recorded Works Vol. 2 (1927), 1992, Document Records[5]
- 2002: Guitar Blues
- é.n.: Smoketown Strut